# Lalaxo
Lalaxo är en ort i Mexiko.   Den ligger i kommunen San Martín Chalchicuautla och delstaten San Luis Potosí, i den sydöstra delen av landet, 210 km norr om huvudstaden Mexico City. Lalaxo ligger 141 meter över havet och antalet invånare är 370.
Terrängen runt Lalaxo är huvudsakligen kuperad, men söderut är den platt. Runt Lalaxo är det ganska tätbefolkat, med 90 invånare per kvadratkilometer. Närmaste större samhälle är Tamazunchale, 10,2 km sydväst om Lalaxo. Omgivningarna runt Lalaxo är en mosaik av jordbruksmark och naturlig växtlighet.